# Colpotrochia cincta
Colpotrochia cincta là một loài tò vò trong họ Ichneumonidae.